# Ющенко, Алексей Яковлевич
Алексей Яковлевич Ющенко (укр. Оле́кса Я́кович Ю́щенко; 2 августа 1917, Хоружевка (теперь Роменский район Сумской области Украины) — 27 декабря 2008, Киев) — украинский и советский поэт и писатель

, журналист, член Союза писателей Украины (с 1944). Заслуженный деятель искусств Украины. Заслуженный деятель культуры Республики Беларусь.

## Биография
Родился в крестьянской семье. Выпускник Роменского агротехникума, некоторое время работал агрономом. В 1939 году окончил филологический факультет Нежинского учительского института, работал в черниговской газете «Молодий комунар», руководил литературным объединением Черниговской области.
Участник Великой Отечественной войны. Призван в РККА, несколько месяцев служил в черниговском истребительном батальоне, расформированным перед занятием Чернигова немцами. Из-за болезни и по состоянию здоровья был уволен из армии.
Три года работал на радиостанции имени Тараса Шевченко в Саратове, заведовал вопросами освещения партизанского движения, был редактором материалов для Средней Азии, Урала и Поволжья. Бывал в воинских частях, собирая материалы для радиопередач. Написал «Песню пленницы», которую часто передавали по радио для партизан.
После освобождения Киева от немецких оккупантов, прибыл в город с коллективом радиостанции, где и жил в последующем. С 1944 по 1946 год заведовал отделом литературы в редакции республиканской газеты «Зірка» («Звезда»).

## Творчество
Первый сборник стихов поэта «До рідної землі» вышел в 1945 году. Позже опубликовал более 40 книг поэзии, прозы, четыре сборника песен. Среди поэтических сборников — «Моя весна», «Люди і квіти», «Материне сонце», «Шевченко йде по світу», «Вирій», «Сповідь», «Тиша в росянім вінку», «Висока хвиля», «Барвінкова сивина», «Серце матері»; поэмы «Будуть пташки прилітати», «Шевченко на ярмарку в Ромні», «Так починалось життя», «Місячна соната» и «Роменська мати»; книга про кобзарей «Гомери України»; сборники поэзии и прозы «Зоря Миколи Хвильового», «Хоружівка — село моє», «Безсмертники» (три тома), «В пам’яті моїй» (пять томов); юмористические сборники «Дружнім пером», «З моєї історії літератури». Издал также семь сборников стихов для детей, которые не теряют популярности и сегодня.
Автор более ста стихотворений, которые положили на музыку известные украинские композиторы, такие как Лев Ревуцкий, Платон Майборода, Анатолий Кос-Анатольский. Вместе с Платоном Майбородой подготовил цикл песен, среди которых «Ромен-цвет».
Умер в Киеве 27 декабря 2008 года. Похоронен в Киеве на Берковецком кладбище.

## Награды
- Медаль «Партизану Отечественной войны»
- Медаль «За доблестный труд в Великой Отечественной войне 1941—1945 гг.»
- Заслуженный деятель искусств Украины
- Заслуженный деятель культуры Республики Беларусь
- Почётные грамоты Президиума Верховного Совета Украины, Белоруссии, Чувашии.
- Литературная премия имени Павла Тычины
- Премия имени Миколы Хвылевого
- Черниговская областная премия имени Михаила Коцюбинского
- Премия имени Петра Артеменко
- Всеукраинская литературная премия имени Александра Олеся

## Память
В 2019 году в родном селе А. Я. Ющенко установлен бюст, действует мемориальный музей.